# توازن القوى الأوربية
يشير ميزان القوى الأوروبي إلى العلاقات الدولية بين الدول الأوروبية خلال الحرب العالمية الأولى التي تطورت إلى دول أوروبا الحالية. نشأ المفهوم السياسي في القرن التاسع عشر في سلام باريس في عام 1815، وغالبًا ما يُعرف باسم نظام الدولة الأوروبية. يتلخص المبدأ الأساسي الذي يقوم عليه هذا التوجه في عدم السماح لأي قوة أوروبية منفردة بالهيمنة على قسم كبير من القارة، وأن يجري تقليص هذا الأمر بشكل أفضل من خلال وجود عدد صغير من التحالفات المتغيرة باستمرار تتنافس على السلطة.

## لمحة تاريخية

### العصور القديمة إلى وستفاليا
يمثل ظهور الدولة المدينة (بوليس) اليونانية القديمة بداية العصور الكلاسيكية القديمة. قادت المدينتان الأكثر أهمية في اليونان، أثينا الأيونية الديمقراطية وسبارتا دوريون الأرستقراطية، الدفاع الناجح لليونان ضد الغزاة الفرس من الشرق، ولكنهم اشتبكوا بعد ذلك ضد بعضهم من أجل التفوق في الحرب البيلوبونيسية. استغلت مملكة مقدونيا حالة عدم الاستقرار التالية وأرست قاعدة واحدة على اليونان. دفعت الرغبة في تشكيل نظام ملكي عالمي الإسكندر الأكبر لضم الإمبراطورية الفارسية بأكملها والبدء بهَلينة من الممتلكات المقدونية. قُسمت مناطق نفوذه بين خلفائه بعد وفاته في عام 323 قبل الميلاد، وتشكلت العديد من المدن الهلنستية.
وحدت روما وهي جمهورية لاتينية ذات دستور مختلط، إيطاليا في نفس الفترة تقريبًا، ثم سطع نجمها في غرب وشرق البحر المتوسط من خلال الحروب البونيقية والمقدونية. أعقب هذا التوسع السريع ما يُسمى «الثورة الرومانية»، عندما هز غراتشي وحروب العبيد الرومانية والحروب الاجتماعية وحروب سولا الأهلية شبه الجزيرة الإيطالية. ازدادت في هذه الأثناء شعبية وثروة جنرالات الرومان ومن أبرز هذه الأحداث أن اكتسب يوليوس قيصر شهرة بسبب إسقاطه القوة العسكرية شمال جبال الألب في بلاد الغال، وشرق نهر الراين إلى جرمانية وعبر بحر المانش إلى بريطانيا الرومانية. اغتالت مجموعة من أعضاء مجلس الشيوخ يوليوس قيصر الملقب بالديكتاتور مدى الحياة في إديس مارس في عام 44 قبل الميلاد. إلا أن ولده بالتبني أوكتافيوس أغسطس هزم قتلة والده وتمكن من أن يصبح أول إمبراطور روماني (برينسيبيس) في عام 27 قبل الميلاد.
بلغت الإمبراطورية الرومانية ذروتها خلال باكس رومانا، وركدت خلال أزمة القرن الثالث قبل الميلاد والانقسام الذي حصل في نهاية المطاف بين الغرب اللاتيني والشرق اليوناني.
تخلى جزءا الإمبراطورية عن تعدد الآلهة الوثنية من أجل التسامح مع المسيحية التوحيدية وجعلها في نهاية المطاف دين الدولة. انهار الغرب نحو عام 476 بعد قرون من الهجمات التي شنتها الشعوب الجرمانية والسلافية، وأُنشئت العديد من الممالك «البربرية» على أراضيها السابقة. استمر الشرق في حكم الإمبراطورية البيزنطية لألف سنة إضافية. كانت إمبراطورية الفرنجة هي الأكبر بين الممالك البربرية التي خلفتها في الغرب، وتمكنت في ظل شارلمان من توحيد معظم فرنسا الحالية وألمانيا وسويسرا والنمسا والبلدان المنخفضة وإيطاليا تحت حكم واحد، لُقب بعد ذلك بالإمبراطور الروماني المقدس في يوم عيد الميلاد في عام 800 من قبل البابا ليون الثالث. كانت شبه الجزيرة الإيبيرية في هذه الأثناء تحت سيطرة المسلمين.
أصبح الإمبراطور الجرماني (الإمبراطور الروماني المقدس) والبابا الروماني (البابا في روما) يُعرفان باسم القوى العالمية لأوروبا، لكنهما دخلا في صراع أثناء نزاع التنصيب والصراع بين فصيليهم (الغويلفيين والغيبلينيين). مكنت المنافسة بينهما من إنشاء الدول المدينة المستقلة في شمال إيطاليا وصعود نظام ملكي إقطاعي مستقل في فرنسا تحت حكم عائلة كابيت. حدث توسع الفايكنغ الشماليين في نفس الفترة تقريبًا مع غزو النورمان لإنجلترا في عام 1066 ومملكة صقلية في عام 1130. بدأ البابا الحملات الصليبية ضد المسلمين في محاولة لاستعادة الوحدة المسيحية بعد الانشقاق العظيم للأرثوذكس عن الكاثوليك، مع فقدان الأراضي المقدسة لصالح الإسلام وطلب الإمبراطورية البيزنطية للمساعدة من الأتراك.
لم تحقق معظم الحملات الصليبية هدفها، ولكن كان لبعضها أثر هائل على الساحة السياسية والاقتصادية لأوروبا، إذ أعادت الحملة الصليبية الأولى (1099) فتح طرق التجارة في البحر الأبيض المتوسط وبشرت بالثورة التجارية، وأسفرت الحملة الرابعة (1204) عن تشكيل الإمبراطورية البحرية الفينيسية، وجعلت الحملة الصليبية السادسة (1228) من فريدرك الثاني وريثًا لمملكة صقلية والإمبراطورية الرومانية المقدسة ومملكة بيت المقدس أيضًا. حدثت حروب استعادة القوى المسيحية في نفس الأثناء في شبه الجزيرة الإيبيرية وتأسست كل من مملكة البرتغال وقشتالة وأرغون.
شارك جزء كبير من النبلاء الفرنسيين في الحملات الصلبية تحت قيادة ملكهم، مما مكن من تشكيل مملكة مركزية فرنسية قوية. بدأ صعود فرنسا في العصور الوسطى بمعركة بوفين (1224) وبابوية أفينيون (1309)، ولكنها انتهت مع اندلاع حرب المئة عام (1337) مع إنجلترا وعودة البابوية إلى روما (1378). بدأت أوروبا نهضة في الفن والعلوم في إيطاليا، ثم انتشرت إلى بقية القارة، بعد تعافيها من الموت الأسود.
شكلت البرتغال أول إمبراطورية استعمارية أوروبية في عام 1415 مع سقوط سبتة. طرد الفرنسيون الإنجليز في عام 1453 من أراضيهم وتسبب الأتراك العثمانيون في سقوط القسطنطينية، مما أدى إلى ظهور الإمبراطورية العثمانية في أوروبا.
ولد تشارلز الخامس في عام 1500 من عائلة هابسبورغ في الأراضي المنخفضة الهابسبورجية. ورث أراضي الإمبراطورية المقدسة وكذلك تيجان قشتالة وأرغون. في جزر الهند التي اكتُشفت مؤخرًا من قبل كريستوفر كولومبوس لقشتالة وأرغون، أمر الغزاة بضم إمبراطورية الأزتيك والتغلب على الإنكا. واستخدم الفضة والذهب من الأمريكتين لتمويل الدفاع عن الأراضي الألمانية في النمسا من الإمبراطورية العثمانية (حصار فيينا) ومناطقه الإيطالية في دوقية ميلانو من فرنسا (معركة بافيا). بعد أن وضع نفسه محاميًا للكاثوليكية، استقال بسبب نمو البروتستانتية وتقسيم الأراضي بين الإمبراطورية الإسبانية بقيادة فيليب الثاني من إسبانيا والإمبراطورية الرومانية المقدسة للأمة الألمانية بقيادة فريناند الأول.
أطلقت البابوية الإصلاح المضاد في محاولة لوقف نمو البروتستانتية والتوسع العثماني. شككت الحرب الإنجليزية الإسبانية والحرب التركية الطويلة في الطموحات الكاثوليكية، على الرغم من بعض النجاحات التي حققتها مثل معركة ليبانت (1571) وحصار باريس (1590). فقدت البابوية مكانتها ونفوذها في نهاية المطاف مع حرب الثلاثين عاما (1618- 1648)، وشهدت العديد من الدول البروتستانتية عصرًا ذهبيًا، مثل هولندا (بعد حصولها على الاستقلال من كل من الإمبراطورية الرومانية المقدسة وهابسبورغ الإسبانية)، التي شكلت شركة الهند الشرقية الهولندية في اندونيسيا، وشكلت السويد إمبراطورية في شمال أوروبا، وبدأت إنجلترا باستعمار أمريكا الشمالية. أصبحت الإمبراطورية الرومانية المقدسة بموجب صلح وستفاليا في نهاية حرب الثلاثين عامًا، كيانًا أكثر لامركزية سمح للدول المكونة له مثل بروسيا، (التي كانت تملك أيضًا أراضي خارج الإمبراطورية)، بمتابعة سياستها الخارجية الخاصة مستقلة عن الإمبراطور هابسبورغ النمساوي، سيطرت هابسبورغ النمساوية أيضًا على بعض الدول خارج الإمبراطورية الرومانية المقدسة. اتخذت فرنسا مكانة القوة القارية المهيمنة من هابسبورغ بفضل صلح وستفاليا وصلح البرانس.